# Scuola di polizia 2 - Prima missione
Scuola di polizia 2 - Prima missione (Police Academy 2: Their First Assignment) è un film del 1985 diretto da Jerry Paris.

## Trama
Un'ondata criminale investe il sedicesimo distretto di polizia, comandato dal capitano Pete Lassard, il fratello di Eric. Il commissario Hurst, infuriato per l'alta frequenza di atti criminosi commessi nel distretto, affronta a muso duro il capitano. Quest'ultimo si giustifica dicendo che le ragioni dell'inefficienza del suo distretto sono riconducibili al numero esiguo di agenti, tra l'altro anziani e logori, che hanno bisogno di essere rimpiazzati. Il commissario, invece, pensa che sia necessario un nuovo capitano. Questo fa infuriare Lassard, il quale arriva al punto di alzare la voce contro Hurst e, addirittura, di insultarlo. Risentito per l'atteggiamento ostile di Lassard, Hurst gli dà l'ultimatum: se entro trenta giorni non rende efficiente il suo distretto, sarà licenziato.
Il capitano richiede almeno dodici uomini nuovi, ma ne riceve solo sei. L'acceso diverbio avviene davanti al tenente Mauser e al suo aiutante, il sergente Proctor: il tenente, dopo aver fatto una sviolinata al commissario, si propone quale sostituto di Lassard. Intanto Pete si rivolge a Eric, suo fratello, per avere aiuto. Quest'ultimo gli invia sei agenti: Mahoney, Tackleberry, Hooks, Fackler, Hightower e Jones e tutti e sei sono affidati ad agenti veterani con i quali far pratica. Tackleberry è affiancato all'affascinante sergente Kathleen Kirkland, il suo alter ego femminile. Anche se, all'inizio, il cadetto non accetta di buon grado di collaborare con una donna, tra i due nasce un'amicizia sempre più profonda che finisce per scoppiare in amore. Alla fine i due si sposeranno. A Mahoney, invece, tocca collaborare con Vinnie Schultman, un poliziotto trasandato e sporco. Vive in un piccolo appartamento molto disordinato con un gatto di nome Bonkie e un gigantesco cane di nome Lou, che porta sempre con sé in macchina. Hooks, invece, si ritrova in centrale insieme a Mauser e Proctor, mentre a Hightower è affidata la pattuglia appiedata senza affiancamento.
Agli inizi, le sei reclute e i loro addestratori sono protagonisti di autentici disastri, su tutti la distruzione del negozio del signor Sweetchuck, un uomo debole e minuto già vittima di numerose rapine. Proprio a causa del loro intervento maldestro e della gravità dell'azione, il misfatto esce sul giornale. I numeri non lasciano spazio ad interpretazioni: 1200 proiettili sprecati e danni per 76813 dollari. Intanto Mauser e Proctor progettano una serie di trabocchetti per far licenziare Lassard. Come il tenente Harris, Mauser detesta tutti gli uomini di Lassard, specialmente Mahoney. Quest'ultimo si vendica delle sue angherie con degli scherzi di pessimo gusto. Proprio a causa di questi scherzi, Mahoney viene sospeso a tempo indeterminato; nel frattempo Mauser viene promosso capitano. Solo il ritorno al comando del capitano Lassard riabiliterà Mahoney.
Quest'ultimo tornerà al comando, dopo aver rassegnato le sue dimissioni, per aver arrestato Zed, il bizzarro capo della banda di criminali, mentre Mauser, a causa di uno dei numerosi interventi maldestri di Fackler, si ritrova imbragato a testa in giù con una corda nel covo dei banditi.

## Accoglienza
In Italia il film è stato visto da 447.197 spettatori, guadagnando 2.572.409.000 lire.

## Seguito
- Scuola di polizia (Police Academy) (1984)
- Scuola di polizia 3 - Tutto da rifare (Police Academy 3: Back in Training) (1986)
- Scuola di polizia 4 - Cittadini in... guardia (Police Academy 4: Citizens on Patrol) (1987)
- Scuola di polizia 5 - Destinazione Miami (Police Academy 5: Assignment: Miami Beach) (1988)
- Scuola di polizia 6 - La città è assediata (Police Academy 6: City Under Siege) (1989)
- Scuola di polizia - Missione a Mosca (Police Academy 7: Mission to Moscow) (1994)